# Mount Solitary
Mount Solitary är ett berg i Australien. Det ligger i regionen City of Blue Mountains och delstaten New South Wales, i den sydöstra delen av landet, omkring 81 kilometer väster om delstatshuvudstaden Sydney. Toppen på Mount Solitary är 950 meter över havet.
Närmaste större samhälle är Katoomba, nära Mount Solitary. 
I omgivningarna runt Mount Solitary växer i huvudsak städsegrön lövskog. Runt Mount Solitary är det ganska glesbefolkat, med 21 invånare per kvadratkilometer. Genomsnittlig årsnederbörd är 1 149 millimeter. Den regnigaste månaden är februari, med i genomsnitt 214 mm nederbörd, och den torraste är juli, med 26 mm nederbörd.